# غي دي شولياك
غي دي شولياك (بالفرنسية: Guy de Chauliac)‏ ويُعرف أيضاً غويدو أو غويغو دو شولياكو (1300 - 25 يوليو 1368) هو طبيب وجراح فرنسي كتب أطروحة طويلة ومؤثرة في العمليات الجراحية وكانت باللغة اللاتينية بعنوان شيريريا ماجنا.
وقد ترجم إلى العديد من اللغات الأخرى (بما في ذلك اللغة الإنجليزية)، وتم قرائته على نطاق واسع من قِبل الأطباء في أوروبا أواخر العصور الوسطى.

## حياته
ولد غي دو شولياك في شاولاك، لوزير في فرنسا لعائلة متوسطة الدخل. بدأ دراسته للطب في تولوز قبل الذهاب للدراسة في مونبلييه، مركز تعلم الطب في القرن الرابع عشر في فرنسا. كان في باريس بين عامي 1315 و1320 وبحلول عام 1325 أصبح مختصًا في الطب والجراحة. بعد استلام شهادته ذهب إلى بولونيا لدراسة التشريح تحت إشراف نيكولا بيرتوشيو والذي يكون تعلم منه التقنيات الجراحية. من غير المعروف ما إذا كان دو شولياك قد طبق دراساته ومعرفته الجراحية. يكتب تشارلز ه. تالبوت:
«على ما يبدو من الكتب أن دو شولياك تعلم الجراحة... قد يكون استخدم السكينة عند تحنيط أجساد البابوات المتوفين، لكنه كان حذرًا بتجنب استخدامها على المرضى الأحياء».
يدعى آخرون، بما في ذلك ثيفينيت، أن شولياك انتقل إلى ميند ومن بعدها إلى ليون لممارسة الطب بعد تعلم فن الجراحة من بيرتوشيو.
نمت سمعة شولياك بصفته طبيبًا بسرعة. دُعي إلى البلاط البابوي في أفينيون، فرنسا ليشغل منصب الطبيب الخاص للبابا كليمنت السادس (1342-1352). استمر ليصبح الطبيب الشخصي للبابا إينوسنت السادس (1352-1362) والبابا أوربان الخامس (1362-1370). توفي في أفينيون عام 1368. أنهى أطروحته العظيمة عام 1363.

### حياته خلال حقبة الطاعون
ولّى الأطباء هاربين من أفينيون حينما بلغ الموت الأسود (الطاعون) المدينة عام 1348. ومع ذلك، بقي شولياك يُعالج مرضى الطاعون ويوثق الأعراض بدقة. ادعى أنه أصيب بنفسه بالمرض ونجا منه.
خلال ملاحظاته، ميّز شولياك بين شكلي المرض؛ الطاعون الدملي والطاعون الرئوي. كإجراء وقائي، نصح البابا كليمنت أن يُبقي نار مشتعلة في حجرته وأن يجتنب قدوم الزوار.

أعطى هذا التوصيف إلى البلاط البابوي:
«بدأ ناقوس الموت العظيم في حالتنا في شهر يناير 1348، واستمر لمدة سبعة أشهر. كان له شكلان: يستمر الأول لشهرين بحمى مستمرة ونفث دموي ويحدث الموت خلال ثلاثة أيام. يستمر الشكل الثاني لكل الفترة الباقية من الوقت ويرافقه حمة مستمرة وقرحات ودمامل في أطراف الجسم خصوصًا تحت الإبط وفي الفخذ؛ وتحدث الوفاة خلال خمس أيام. يُعد هذا المرض معديًا جدًا (خصوصًا عندما يكون هناك نفث دموي) إذ يلتقط الشخص العدوى ليس فقط عندما يكون مقيمًا في المنزل مع المريض، بل فقط من خلال النظر».
اعتُبر الطاعون معديًا بصرف النظر عن أن عامل العدوى لم يكن معروفًا، أوصى دو شولياك كعلاج بتنقية الهواء وبزل الوريد (النزف) ونظام غذائي صحي. ألقي باللوم على تفشي وانتشار الطاعون على اليهود الذين كانوا برأيه هراطقة وكان يُعتقد أنهم سمموا الآبار؛ صارع الكاثوليك ضد هذه الفكرة مستخدمين العلم لإعلان بطلان تلك النظرية.

## أعماله

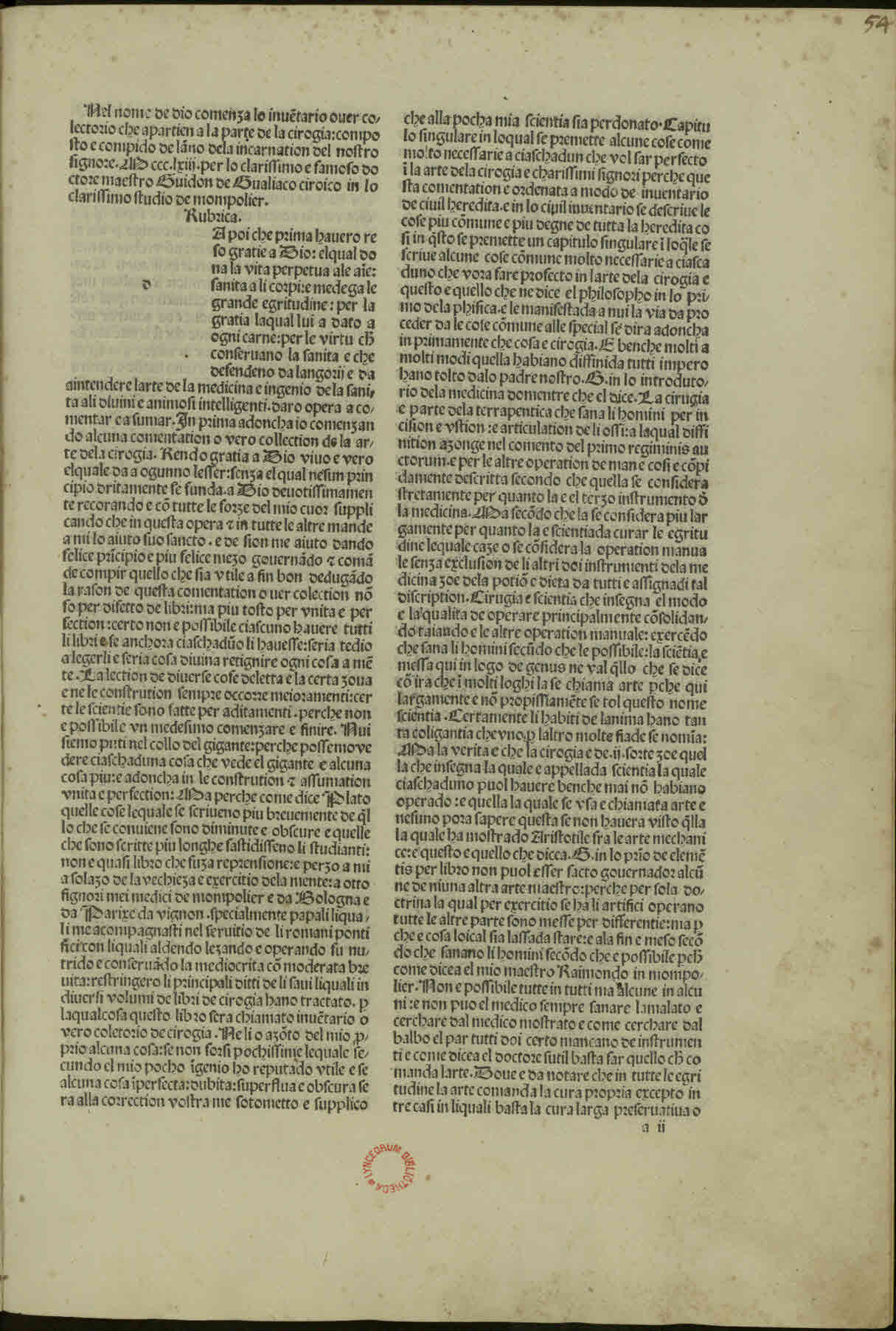
«شيرورغيا ماغنا» (1493)

### «شيرورغيا ماغنا»
انتهى عمل شولياك المؤثر في الجراحة «شيرورغا ماغنا» عام 1363 في أفينيون. في سبعة مجلدات، غطت الأطروحة التشريح والحجامة والعلاج بالكي والأدوية والتخدير والجروح والكسور والقرحات والأمراض الخاصة والترياق. وُصف استخدام الضمادة بين علاجات دو شولياك، واعتقد أيضًا أن القيح الناتج عن الإنتان مفيد في عملية الشفاء. وصف تقنيات جراحية مثل التنبيب وبَضْعُ الرُّغامَى والخيط الجراحي.
اقتبس شولياك بشكل دوري من أعمال طبية أخرى كتبها معاصرون له أو أطباء وعلماء تشريح سبقوه وسعى أيضًا إلى وصف تاريخ الطب. ادعى شولياك أن الجراحة بدأت مع أبقراط وجالينوس وطُورت في العالم العربي من قبل علي بن عباس الأهوازي والزهراوي والرازي. من خلال منصبة كطبيب بابوي، امتلك شولياك وصولًا إلى نصوص جالينوس التي تُرجمت حديثًا من قبل نيكولو دا ريغيو من أصولها الإغريقية والتي كانت أدق من الترجمات اللاتينية. إضافًة لدين جالينوس عليه كانت شيرورغا ماغنا متأثرة جدًا بالعلماء المسلمين وأشار دو شولياك كثيرًا لابن سينا في أطروحته. أصبح العمل شعبيًا وتُرجم إلى الإنجليزية والفرنسية والألمانية والإيطالية والبروفنسية. أعيد كتابة الكتاب عدة مرات بما في ذلك حذف الإشارات إلى العلماء المسلمين لدرجة أن العمل لم يعد مميزًا على أنه عمل شولياك.
اعترف دو شولياك بأهمية مونبلييه فيما يتعلق بدراسة الجراحة.

#### التركيز على التشريح
يمكن أن يُرى تأثير جالينوس على شولياك في اعتقاد شولياك أن على الجراحين امتلاك فهم شامل للتشريح. كتب شولياك: «إن الجراح الذي لا يعرف التشريح مثل رجل أعمى يحاول نحت خشبة». وصف أيضًا تشريح الجثة وفق معتقدات جالينوس حول جسم الإنسان. كانت عدم رغبة شولياك (ومعاصريه) في النظر خارج النصوص الموجودة أحد الأسباب أن توصيفات شولياك التشريحية لم تكن صحيحةً دائمًا.

### أعمال أخرى
كتب شولياك ثلاثة أعمال أخرى: «دي أسترونوميا» وهي مقالة عن علم التنجيم و«دي روبتورا» وتصف الأشكال المختلفة للفتق و«دي سوبتيليانتي ديايتا» وتصف علاجات للساد.

## روابط خارجية
- غي دي شولياك على موقع الموسوعة البريطانية (الإنجليزية)